# Svein Holden
Svein Holden, född 23 augusti 1973 i Fredrikstad, är en norsk jurist och åklagare. Holden har fört åtal i några uppmärksammade rättsprocesser. Holden har juridisk examen från Universitetet i Oslo. Han har arbetat vid det norska justitiedpartementet samt vid Oslopolisen. Han utsågs 2006 till statsåklagare.
Holden var åklagare i åtalet mot Morgan Andersen, före detta direktör i fotbollsklubben Lyn. Tillsammans med statsåklagare Inga Bejer Engh var Svein Holden åklagare i rättegången mot den för terroristbrott åtalade (och senare dömde) Anders Behring Breivik.